# Jeff Goldblum
Jeffrey Lynn (Jeff) Goldblum (Pittsburgh (Pennsylvania), 22 oktober 1952) is een Amerikaanse acteur. Hij werd in 1995 genomineerd voor een Oscar als regisseur van de korte film Little Surprises. In 1987 won hij een Saturn Award voor zijn hoofdrol in The Fly. In 2018 kreeg hij een ster op de Hollywood Walk of Fame.

## Biografie
Goldblum is afkomstig uit een orthodox-joods gezin. Zijn moeder runde een zaak in keukengerei en zijn vader was arts. Een van zijn grootouders was afkomstig uit Oostenrijk-Hongarije, een andere uit het Russische Rijk. Aan deze laatste heeft hij zijn achternaam te danken; zijn grootvader wijzigde de achternaam Povartzik in Goldblum.
Hij begon met toneellessen toen hij van Pittsburgh naar New York verhuisde, om daar bij Sandford Meisner in de leer te gaan. Na verloop van tijd stapte hij over naar het New York City's Neighborhood Playhouse en belandde zo in een van de hoofdrollen in het toneelstuk The Two Gentlemen of Verona van William Shakespeare. Sinds 1974 speelt hij in films. Dat begon met naamloze rolletjes als veredelde figurant, maar gaandeweg werden dit bijrollen en hoofdrollen in steeds grotere producties. In de jaren 90 bijvoorbeeld had hij een belangrijke rol in de paleontologische sciencefictionfilms Jurassic Park en het vervolg The Lost World: Jurassic Park. Ook leende hij zijn stem aan de animatiefilm De prins van Egypte uit 1998.
Behalve in films speelde Goldblum verschillende gastrolletjes in enkele televisieseries. Zo was hij in 2003 te zien in een aflevering van Friends en speelde hij in 2005 mee in enkele afleveringen van Will & Grace.

### Privé
Goldblum was 1980 tot 1986 gehuwd met actrice Patricia Gaul en van 1987 tot 1990 met actrice Geena Davis. Hij huwde in 2014 met gymnaste Emilie Livingston. Zij hebben twee zonen.

## Filmografie
- Death Wish (1974) - Freak #1

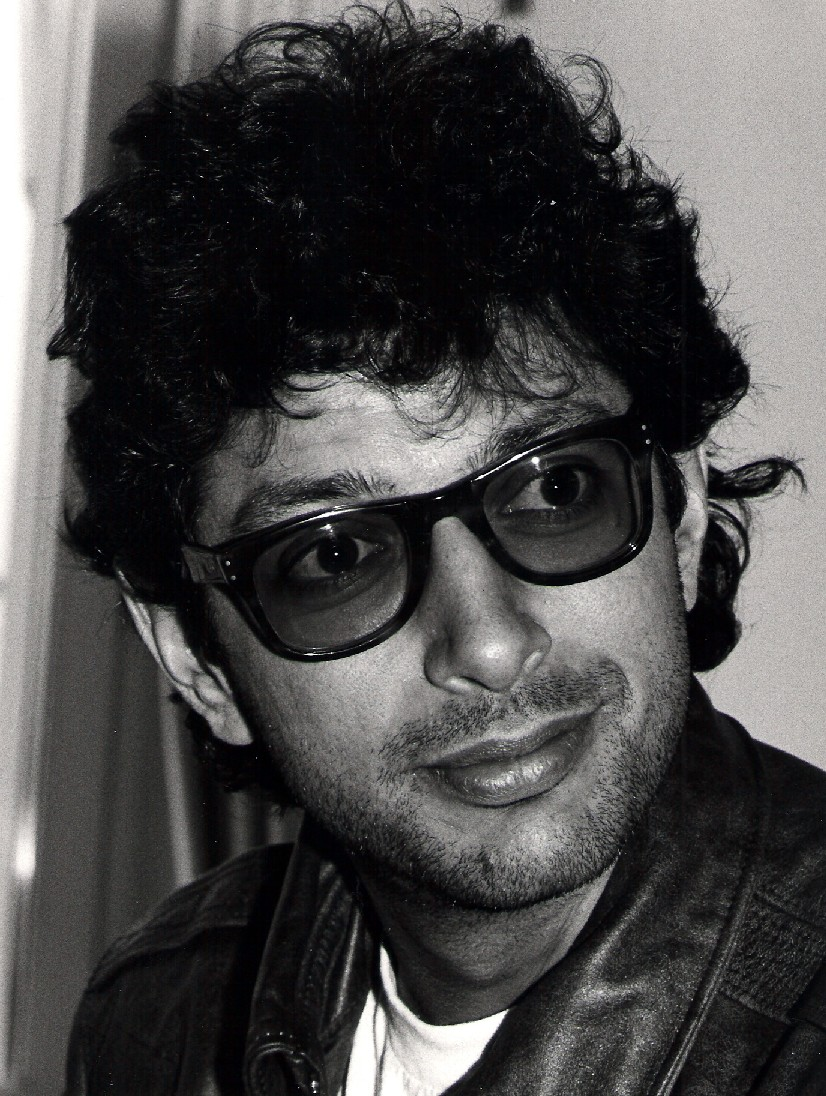
Jeff Goldblum in 1985

- California Split (1974) - Lloyd Harris
- Nashville (1975) - Tricycle Man
- Columbo: A Case of Immunity (televisiefilm, 1975) - protestant (niet op aftiteling)
- Next Stop, Greenwich Village (1976) - Clyde Baxter
- Special Delivery (1976) - Snake
- St. Ives (1976) - Schurk #3
- The Blue Knight (televisieserie) - Daggett (aflevering Upward Mobility, 1976)
- The Sentinel (1977) - Jack
- Starsky and Hutch (televisieserie) - Harry Markham (aflevering Murder on Stage 17, 1977)
- Annie Hall (1977) - gast op feestje
- Between the Lines (1977) - Max Arloft
- Remember My Name (1978) - Mr. Nudd
- Thank God It's Friday (1978) - Tony Di Marco
- Invasion of the Body Snatchers (1978) - Jack Bellicec
- Tenspeed and Brown Shoe (televisieserie) - Lionel Whitney (13 afleveringen, 1980)
- The Legend of Sleepy Hollow (televisiefilm, 1980) - Ichabod Crane
- Treshold (1981) - Aldo Gehring
- Laverne & Shirley (televisieserie) - rol onbekend (aflevering Watch the Fur Fly, 1982)
- Rehearsal for Murder (televisiefilm, 1982) - Leo Gibbs
- The Big Chill (1983) - Michael Gold
- The Right Stuff (1983) - Rekrutant
- The New Show (televisieserie) - verschillende rollen (aflevering 1.1, 1984)
- Popular Neurotics (televisiefilm, 1984) - rol onbekend
- Ernie Kovacs: Between the Laughter (televisiefilm, 1984) - Ernie Kovacs
- The Adventures of Buckaroo Banzai Across the 8th Dimension (1984) - New Jersey
- Faerie Tale Theatre (televisieserie) - Buck Wolf (aflevering The Three Little Pigs, 1985)
- Into the Night (1985) - Ed Okin
- Silverado (1985) - 'Slick' Calvin Stanhope
- Transylvania 6-5000 (1985) - Jack Harrison
- The Ray Bradbury Theater (televisieserie) - Cogswell (aflevering The Town Where No One Got Off, 1986)
- The Fly (1986) - Seth Brundle
- Life Story (televisiefilm, 1987) - Jim Watson
- Beyond Therapy (1987) - Bruce
- Vibes (1988) - Nick Deezy
- Earth Girls Are Easy (1988) - Mac
- The Tall Guy (1989) - Dexter King
- El sueño del mono loco (1989) - Dan Gillis
- Framed (televisiefilm, 1990) - Wiley
- Mister Frost (1990) - Mr. Frost
- Tonight with Jonathan Ross (televisieserie) - rol onbekend (aflevering 1.22, 1990)
- Captain Planet and the Planeteers (televisieserie) - Duke Nukem (aflevering onbekend, 1990, stem)
- The Favour, the Watch and the Very Big Fish (1991) - pianist
- Deep Cover (1992) - David Jason
- Fathers & Sons (1992) - Max
- Shooting Elizabeth (1992) - Howard Pigeon
- Jurassic Park (1993) - Dr. Ian Malcolm
- Saturday Night Live televisieserie - presentator (aflevering 19.3, 1993)
- Lush Life (televisiefilm, 1993) - Al Gorky
- Futurequest (televisieserie) - verteller (1994)
- Hideaway (1995) - Hatch Harrison
- Nine Months (1995) - Sean Fletcher
- Powder (1995) - Donald Ripley
- Goosebumps: Escape from Horrorland (videogame, 1996) - rol onbekend (stem)
- The Simpsons (televisieserie) - MacArthur Parker (aflevering A Fish Called Selma, 1996, stem)
- The Great White Hype (1996) - Mitchell Kane
- Independence Day (1996) - David Levinson
- Mad Dog Time (1996) - Mickey Holliday
- Independence Day (Videogame, 1997) - David Levinson (stem)
- Saturday Night Live (televisieserie) - presentator (aflevering 22.20, 1997)
- The Lost World: Jurassic Park (1997) - Dr. Ian Malcolm
- Holy Man (1998) - Ricky Hayman
- Mr. Show with Bob and David (televisieserie) - rol onbekend (aflevering Like Chickens, Delicious Chickens, 1998, stem)
- The Prince of Egypt (1998) - Aaron (stem)
- Auggie Rose (2000) - John Nolan
- Chain of Fools (2000) - Avnet
- One of the Hollywood Ten (2000) - Herbert Biberman
- Perfume (2001) - Jamie
- Cats & Dogs (2001) - professor Brody
- King of the Hill (televisieserie) - Dr. Vayzosa (aflevering The Substitute Spanish Prisoner, 2002, stem)
- Igby Goes Down (2002) - D.H. Banes
- Legend of the Lost Tribe (televisiefilm, 2002) - White Rabbit (stem)
- War Stories (televisiefilm, 2003) - Ben Dansmore
- Friends (televisieserie) - Leonard Hayes (aflevering The One with the Mugging, 2003)
- Dallas 362 (televisiefilm, 2003) - Bob
- Spinning Boris (2003) - George Gorton
- Incident at Loch Ness (2004) - gast op feestje
- The Life Aquatic with Steve Zissou (2004) - Alistair Hennessey
- Tom Goes to the Mayor (televisieserie) - Bill Joel (aflevering Toodle Day, 2004, stem)
- Crank Yankers (televisieserie) - professor Fermstein (afleveringen 2.1 [2003] en 3.15 [2005], stem)
- Will & Grace (televisieserie) - Scott Wooley (afleveringen Board Games [2005], Bully Woolley [2005] en Dance Cards & Greeting Cards [2005])
- Mini's First Time (2006) - Mike Rudell
- Fay Grim (2006) - Agent Fulbright
- Man of the Year (2006) - Alan Stewart
- Raines (televisieserie) - Michael Raines (2007, zeven afleveringen)
- Adam Resurrected (2008) - Adam Stein
- Law & Order: Criminal Intent (televisieserie) - detective Zach Nichols (2009-2010)
- Morning Glory (2010) - Jerry Barnes
- The Switch (2010)
- Tim and Eric's Billion Dollar Movie (2012) - Chef Goldblum
- Le Week-End (2013) - Morgan
- The Grand Budapest Hotel (2014) - Kovacs
- Mortdecai (2015) - Milton Krampf
- Independence Day: Resurgence (2016) - David Levinson
- Guardians of the Galaxy Vol. 2 (2017) - Grandmaster
- Thor: Ragnarok (2017) - Grandmaster
- Marvel One-Shot: Team Thor (televisieserie) -  Grandmaster  (aflevering "Team Darryl")
- Hotel Artemis (2018) - The Wolf King
- Jurassic World: Fallen Kingdom (2018) - Ian Malcolm
- What If...? (televisieserie) - Grandmaster (2021-2023, stem)
- Jurassic World Dominion (2022) - Ian Malcolm
- Asteroid City (2023) - De alien
- Kaos (2024) - Zeus
- Wicked (2024) - The Wonderful Wizard of Oz

- Bibsys: 98015299
- Biblioteca Nacional de España: XX1108679
- Bibliothèque nationale de France: cb13948667t (data)
- Catàleg d'autoritats de noms i títols de Catalunya: 981058509231006706
- Gemeinsame Normdatei: 138208964
- International Standard Name Identifier: 0000 0001 0911 0941
- Library of Congress Control Number: no92022758
- Nationale Bibliotheek van Letland: 000347141
- MusicBrainz: 150fde6c-d8d6-4e59-8ff7-52cfe85497d9
- Nationale Bibliotheek van Tsjechië: xx0054340
- Nationale bibliotheek van Australië: 35340436
- Nationale Bibliotheek van Israël: 987007429196805171
- Nationale Bibliotheek van Polen: a0000001256509
- Nederlandse Thesaurus van Auteursnamen: 073622923
- SNAC: w65x2gf2
- Système universitaire de documentation: 067161626
- Trove: 917924
- Virtual International Authority File: 66656899
- WorldCat: E39PBJpdR4JfbdWXQCJYYP7j4q